# Criuleni
Criuleni är en distriktshuvudort i Moldavien. Den ligger i distriktet Criuleni, i den centrala delen av landet, vid floden Dnestr. Criuleni ligger 31 meter över havet och antalet invånare är 6 932.
Terrängen runt Criuleni är platt. Trakten runt Criuleni består till största delen av jordbruksmark.